# Dunai (Dolpa)
Dunai (Nepali दुनै) ist ein Dorf und war ein Village Development Committee (VDC) im Distrikt Dolpa in der Provinz Karnali West-Nepal.
Dunai liegt am Ufer des Flusses Thuli Bheri auf einer Höhe von 2103 m. Dunai ist Sitz der Distriktverwaltung. Eine Straße führt von Dunai talabwärts entlang dem Flusslauf der Thuli Bheri. 8 km westlich von Dunai befindet sich der Flugplatz Dolpa Airport.
Bei der Volkszählung 2011 hatte Dunai 2592 Einwohner (davon 1327 männlich) in 672 Haushalten.
Im Zuge der Neustrukturierung der lokalen Ebene und der Schaffung der Gaunpalikas (Landgemeinden) durch Zusammenlegung und Abschaffung der Village Development Committees am 10. März 2017 wurde Dunai in die neu geschaffene Stadt Thuli Bheri eingemeindet.